# Institut Bernhard-Nocht de médecine tropicale

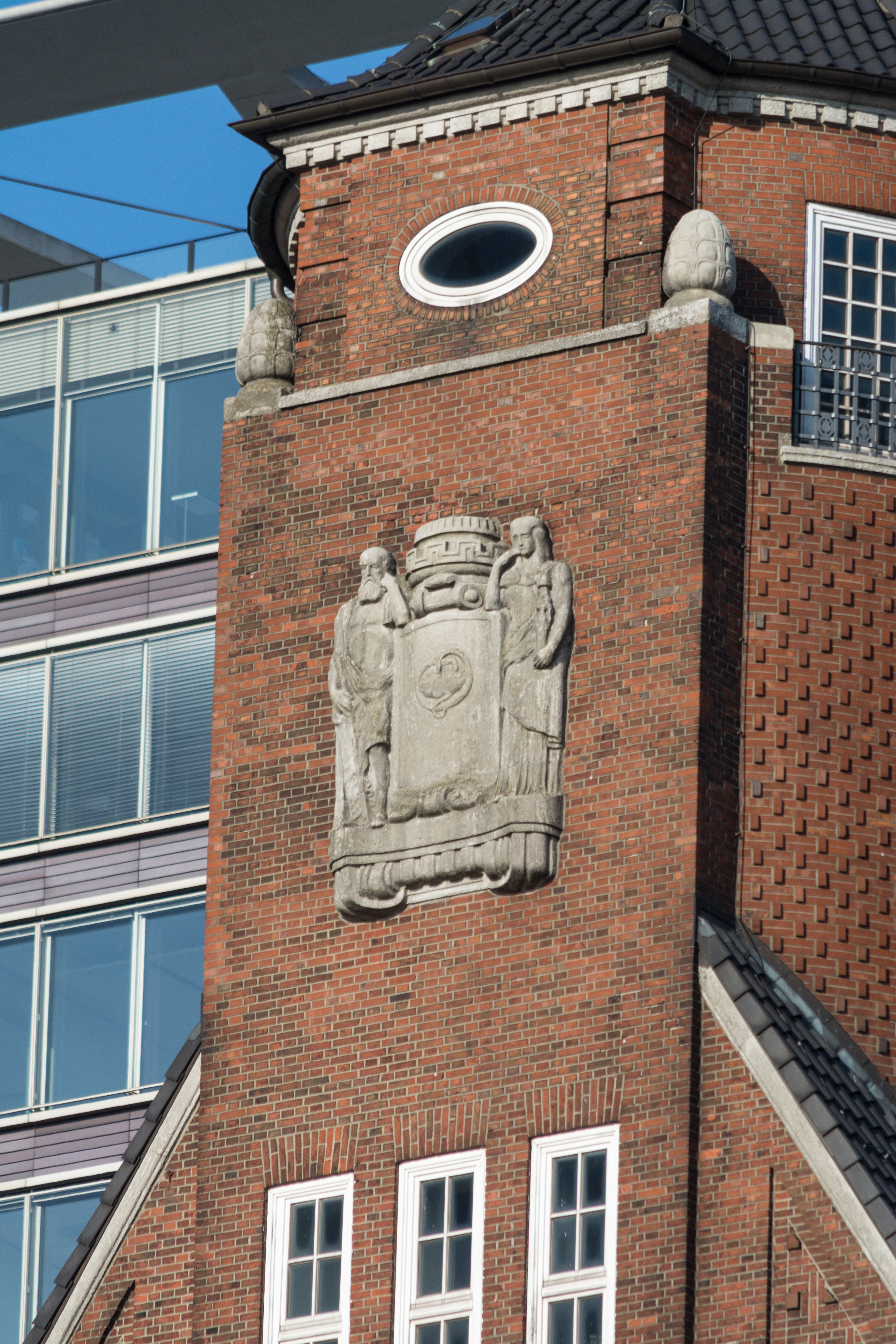
Tour de la maison principale avec relief " Bouclier avec bol et serpent, homme avec bâton et femme avec amphore " par Bossard

L'Institut Bernhard-Nocht de médecine tropicale (en allemand Bernhard-Nocht-Institut für Tropenmedizin - BNITM) à Hambourg est le plus grand institut de médecine tropicale d'Allemagne et emploie actuellement environ 250 personnes à Hambourg. Il est membre de l'Association Leibniz.

## Historique
L'épidémie de choléra de 1892 à Hambourg, qui a fait des milliers de morts, incita le Sénat et les citoyens de Hambourg à réformer leur système de santé. Il s'ensuivit la création de l'Institut de médecine tropicale avec le soutien du gouvernement du Reich pour faire des recherches sur les maladies marines et tropicales et pour former des médecins marins et coloniaux.
Formé à l'Institut Robert-Koch, le jeune médecin de marine Bernhard Nocht vint à Hambourg durant l'épidémie aider Robert Koch à la contrôler. En 1893, Bernard Nocht obtint le nouveau poste de médecin du port de cette ville. Par son poste, il put se rendre compte du nombre élevé de marins revenant de mer avec des maladies tropicales (typhus, dysenterie, tuberculose, malaria). Un service de l'hôpital général de St. George a également été mis en place pour prodiguer des soins médicaux aux gens de mer malades. Contrairement aux plans du bactériologiste Robert Koch qui voulait créer cet institut à Berlin, Nocht a pu faire de Hambourg en 1899 le siège d'un institut de recherche sur les maladies tropicales, car « le trafic outre-mer implique qu'il y a un grand nombre de malades à soigner », environ 11 % des voyageurs par mer revenaient avec la malaria. Le 1er octobre 1900, le nouvel Institut des maladies maritimes et tropicales, avec 24 employés, fut créé dans l'ancien bâtiment administratif de l'hôpital des marins sur l'embarcadère de Hambourg.
Nocht réussit à faire venir de brillants chercheurs tels Fritz Schaudinn, qui découvrit Treponema pallidum, Gustav Giemsa, l'inventeur de la coloration de Giemsa, ou Friedrich Fülleborn. En 1914, l'institut déménagea dans son nouveau bâtiment qu'il occupe encore de nos jours. L'armée et l'office colonial finançait 4 des scientifiques tandis que l'institut finançait de se propres deniers le directeur et 6 autres scientifiques. Parmi les découvertes des premières décennies figurent la caractérisation de Rickettsia prowazecki par von Prowazecki et da Rocha-Lima. Ce dernier baptisa la bactérie du nom de son collègue qui décéda de sa découverte en 1915. Henrique da Rocha-Lima découvrira aussi Rochalimea quintana (désormais Bartonella quintana), l'agent causal de la fièvre des tranchées mais qui servira de modèle pour la découverte du mécanisme d'infection de l'agent du Paludisme par Reichenow et Mudrow en 1943.
Depuis 2006, les soins hospitaliers sont dispensés à la clinique universitaire de Hambourg-Eppendorf (quartier de Hambourg-Eppendorf). En 2014, le patient Ebola de Hambourg a été soigné dans le centre de traitement local pour maladies infectieuses hautement pathogènes (BZHI).

## Le Bâtiment

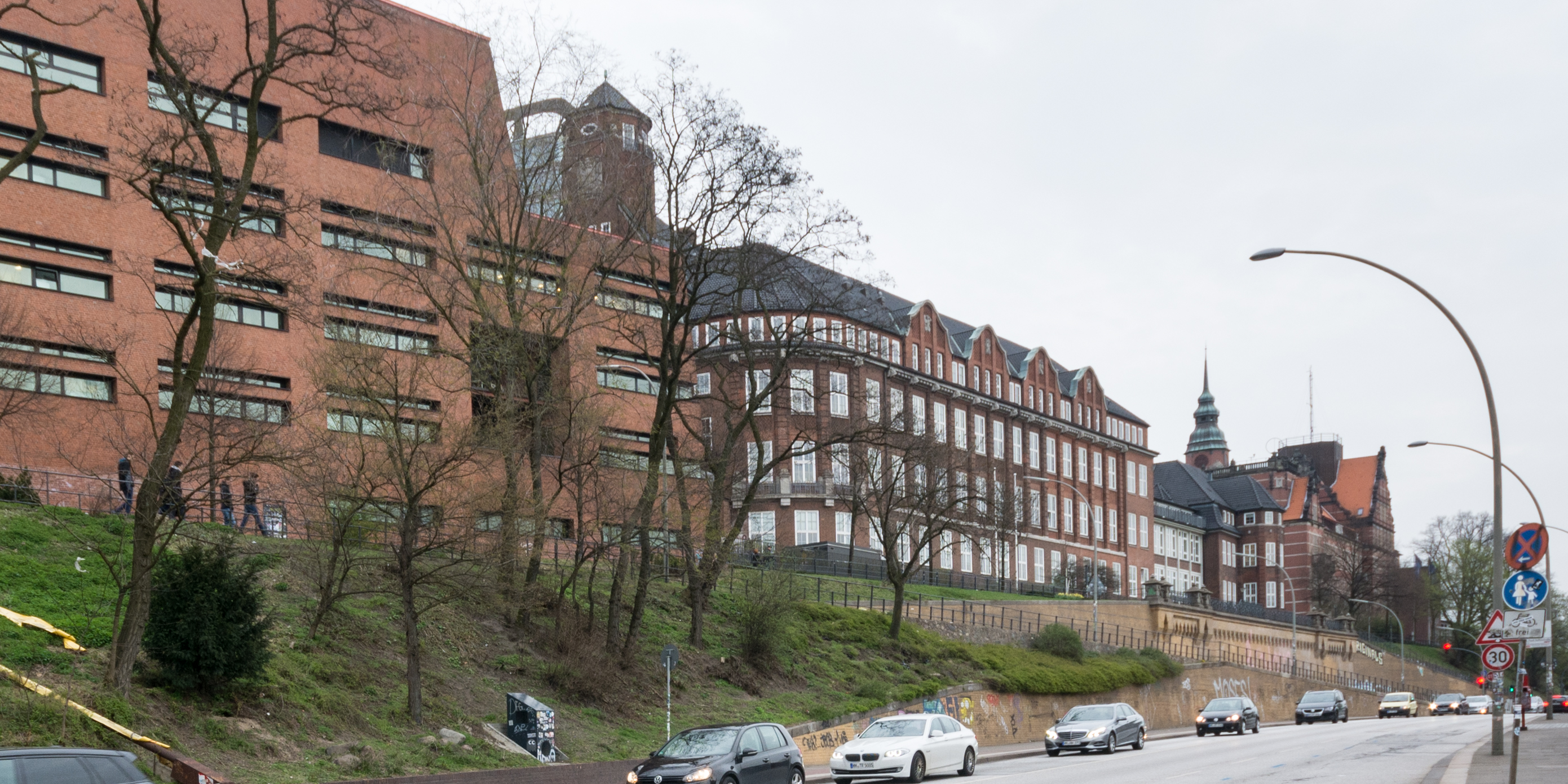
Bâtiment de l'Institut côté sud, avec un nouveau bâtiment de laboratoire au premier plan et un ancien bâtiment en arrière-plan

Le bâtiment de l'Institut a été construit entre 1910 et 1914 selon les plans de Fritz Schumacher. Construit en briques, il est disposé en trois parties, une aile de laboratoire, un hôpital et une animalerie. Le bâtiment est situé dans le quartier St. Pauli. Très endommagé par les bombardements de la seconde guerre mondiale, le bâtiment dut être reconstruit. À partir de 2003, une nouvelle aile a été ajoutée sur le site de l'ancienne animalerie et mise en service fin janvier 2008. Les laboratoires de haute sécurité ont été entièrement repensés et comptent depuis parmi les plus sûrs au monde (niveau de protection biologique 4 ou P4).
Les nombreux reliefs décoratifs de la façade de l'ancien bâtiment ont été réalisés par l'artiste Johann Michael Bossard.
Les bâtiments du siège régional du Service météorologique allemand et de l'Agence fédérale maritime et hydrographique allemande sont adjacents à l'est, le long de la route.

## Recherche
L'institut est divisé en trois secteurs de recherche: le domaine de la biologie moléculaire et de l'immunologie, le domaine de la recherche clinique et le domaine de l'épidémiologie et du diagnostic. Le Centre national de référence pour les pathogènes infectieux tropicaux est également situé dans le BNITM. Jusqu'à la fin de 2007, l'Institut Bernhard Nocht était parrainé par le ministère fédéral de la Santé et l'Autorité des affaires sociales, de la famille, de la santé et de la protection des consommateurs de la ville libre et hanséatique de Hambourg. Le 1er janvier 2008, le BNITM a été fusionné dans une fondation de l'Association Leibniz.
Les centres d'intérêts de recherche de l'institut comportent le Paludisme, les virus à fièvres hémorragiques (virus de Lassa, virus de Marburg, virus Ebola ou virus Crimée-Congo), l'immunologie, l'épidémiologie et les infections tropicales cliniques ainsi que les mécanismes de transmission virale par les moustiques. Pour traiter les virus hautement pathogènes et les insectes infectés, l'institut dispose de laboratoires du plus haut niveau de sécurité biologique (BSL4) et d'un insectarium de sécurité (BSL3). Le BNITM comprend le centre national de référence pour la détection de tous les agents infectieux tropicaux et le centre de coopération de l'OMS pour les arbovirus et les virus de la fièvre hémorragique. En collaboration avec le ministère ghanéen de la Santé et l' Université des sciences et technologies Kwame Nkrumah à Kumasi, il gère un centre de recherche et de formation moderne dans la forêt tropicale d'Afrique de l'Ouest, qui est également disponible pour des groupes de travail externes.
Les récents succès de l'institut comprennent l'identification et le développement d'un test pour le pathogène du SRAS (Christian Drosten, Stephan Günther 2003) et le développement de nouvelles approches thérapeutiques contre les vers ronds, en particulier pour la cécité des rivières (Achim Hörauf 1998), les bactéries vivant en symbiose avec les vers et l'élucidation d'une étape de transition encore manquante du pathogène du paludisme (Merosome, Volker Heussler 2006). Paul Racz et Klara Tenner-Racz du département de pathologie de l'Institut sont également connus pour leurs réalisations dans le domaine de la recherche sur le sida.

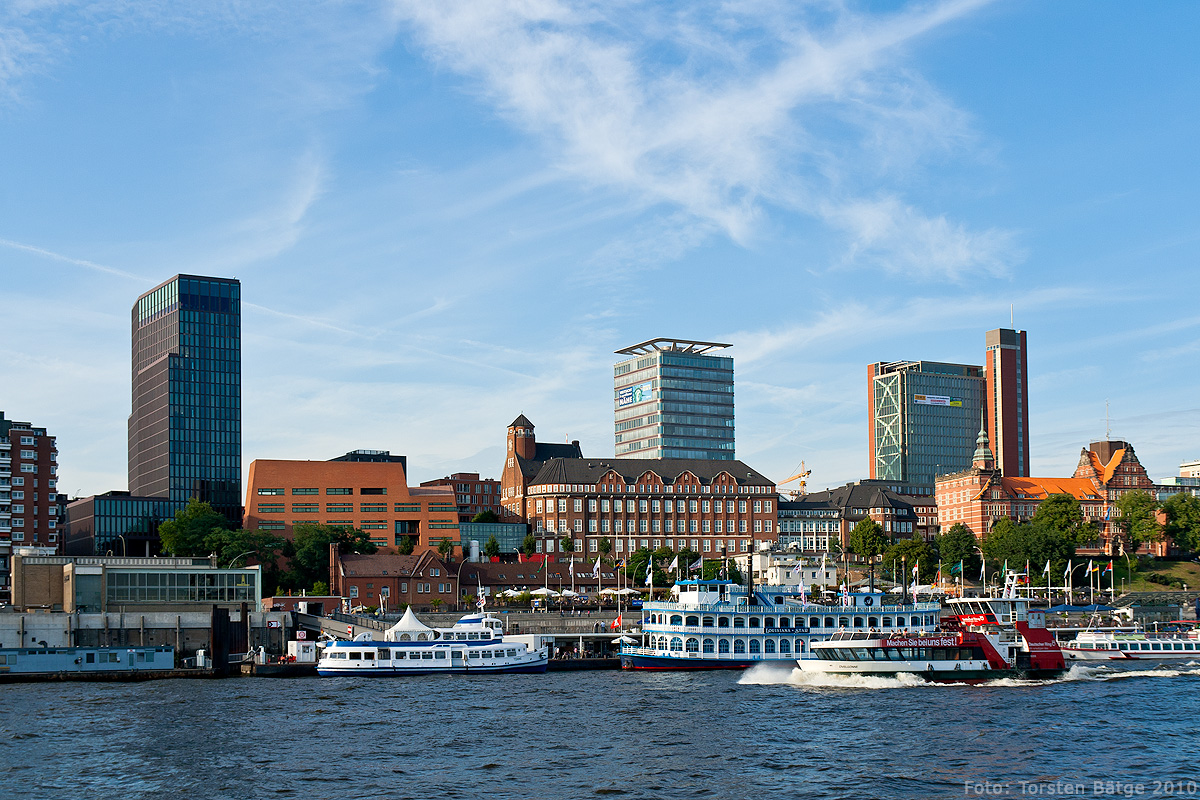
Bâtiments anciens et nouveaux dans l'ensemble de la Neue Hafenkrone, Hamburg-Sankt Pauli

## Directeurs
- 1900–1930 Bernhard Nocht
- 1930-1933 Friedrich Fülleborn
- 1933–1943 Peter Mühlen
- 1943–1963 Ernst Georg Nauck (1897–1967), directeur par intérim de 1943 à 1947
- 1963-1968 Hans Vogel (1900-1980)
- 1968-1982 Hans-Harald Schumacher
- 1982-1988, un conseil d'administration composé de trois personnes
- 1988–1995 Hans Joachim Müller-Eberhard (1927–1998)
- 1996–2007 Bernhard Fleischer (* 1950)

Depuis 2008, l'institut est dirigé par un conseil d'administration. Celui-ci se compose de trois scientifiques et du directeur commercial. Le premier président du conseil a été le médecin Rolf Horstmann, qui dirige le département de recherche fondamentale en médecine tropicale au BNITM depuis 1998. Bernhard Fleischer est le vice-président. Le troisième membre du conseil est Egbert Tannich. Début 2018, il a pris ses fonctions de président du conseil d'administration de l'institut et a pris en charge le développement du département «Diagnostic des infections».
Outre la directrice générale Birgit Müller, Jürgen May et Stephan Günther ont rejoint le conseil d'administration. Il y a également eu une restructuration des groupes de recherche. Michael Ramharter a été nommé professeur W3 «Médecine tropicale clinique» au Centre médical universitaire de Hambourg-Eppendorf et a transféré son département «Recherche clinique» au BNITM.

## Divers
Les principaux domaines de recherche sont désormais répartis entre l' Institut Robert-Koch (RKI) et le BNITM. Alors que le BNITM est responsable de la zone internationale, le RKI prend en charge les domaines nationaux et hygiène dans la recherche.
Une succursale de l'institut était située à l'hôpital de la colonie minière allemande Bong Town dans l'État ouest-africain du Liberia ; elle a été fermée dans les années 1990 à la suite de la guerre civile .
Le 23 février 2015, le ministre de la Santé Hermann Gröhe a visité le BNITM.
En tant que membre de la communauté scientifique Gottfried Wilhelm-Leibniz (WGL), l'institut est financé par le gouvernement fédéral et pour moitié par les États fédéraux en tant qu'«institut de recherche d'importance suprarégionale».
Le BNITM est également connu dans la population sous le nom de "l'Institut Tropical" ou est parfois familièrement appelé « hôpital tropical. »
L'hôpital de la Bundeswehr de Hambourg travaille en étroite collaboration avec le BNITM, de sorte que le service de médecine tropicale de l'hôpital de la Bundeswehr est hébergé au BNITM depuis 2005.
Depuis 2006, il n'y a plus eu d'opération hospitalière directement au BNITM.
La médaille Bernhard-Nocht pour la médecine tropicale est décernée par l'Institut Bernhard-Nocht et la Société allemande de médecine tropicale, et le lauréat donne une conférence à Hambourg. Certains des lauréats tels que Walter Kikuth et Hans Vogel ont également mené des recherches à l'Institut Bernhard-Nocht.